# Rocher du Catalan
Le Rocher du Catalan (en italien Scoglio del Catalano) est une île d'Italie en mer de Sardaigne appartenant administrativement à Cabras.

## Géographie
Composée essentiellement de roches basaltiques, réserve naturelle de l'Area marina protetta Penisola del Sinis - Isola Mal di Ventre (it), elle s'étend sur à peine 700 m de diamètre. Bien qu'elle n'ait jamais été habitée, elle a à son sommet les ruines d'un petit bâtiment de signalisation.